# 農家 (諸子百家)
農家（のうか）は、中国の諸子百家の一派。主な思想家に「君民並耕」を説いた許行がいる。

## 史料
『漢書』芸文志に記録された「農家」の書物として、『神農』20篇や『氾勝之』18篇がある。さらに「数術」の書物に、『神農教田相土耕種』14巻や『昭明子釣種生魚鼈』8巻など技術に関するものがある。それらは出典を明らかにせず『呂氏春秋』『管子』『淮南子』『氾勝之書』に引用されたらしい。農家の書は唐代までには2巻本として伝わり、おもに農業の技術を伝えた。この伝本は散逸して存在しないが、馬国翰の輯本があり漢代最良の農書といわれ、賈思勰の『斉民要術』をはじめ、『文選』注・『爾雅』注・『初学記』『経典釈文』『太平御覧』などに引用されている。

## 孟子による記述
『孟子』滕文公章句上では、農家の思想家の許行の説が記されている。農業の始祖として「后稷」の代わりに「神農」を尊ぶ。神農の教えによれば、賢者・王侯といえども耕作や炊事の万端を自分の手で行うべきであり、このやり方に従えば物価は一定となり国中で偽りをする者がいなくなる、という主張であった。孟子は、分業を非とする農本主義的なこの思想を、悪平等で「天下を乱す」として斥けた。また、孟子が「許行は自ら服や家を作るのか」と許行の高弟に問い、「否」と答えたのに対し「服や家を作るのが大変で農作業の片手間に出来ないというなら、なぜ政治は農作業の片手間に出来るのか」と孟子が問うとその弟子は答えることが出来なかったという。

## 思想の影響
許行は孟子と同時代人で、氾勝之は前漢の成帝時期の人とされる。はじめは単に農を勧めるだけだったが、後に君臣上下の別なく農耕に従事すべきであるといい、勤労による天下平等を主張した。これは墨子の勤倹と道家の説く平等に影響された考え方と推測できる。農家の社会改革的な要素は、秦・漢時代以降は衰えたと見られる。ただ「農」を強調する考え方は、毛沢東の革命戦略を引くまでもなく、近年まで中国で有力だったことは疑えない。これが安藤昌益の「直耕」へと連なる思想であったかどうかは、定かでない。
18世紀には中国の思想が欧州に紹介されはじめ、重農主義を唱えるにあたって中国にも同様の考え方が存在している事をイエズス会の宣教師の著書を通じて影響をあたえていたとする研究もある。

## 関連文献
- 小島祐馬「農家の君民並耕説」『古代支那研究』弘文堂、1943年（原著1934年）。NDLJP:1918077/153